# Спартак (футбольный клуб, Курск)
«Спартак» — советский футбольный клуб из Курска.

## История
Клуб основан не позднее 1937 года в Курске. Участник чемпионата Орловской области в 1937 году. «Спартак» (Курск) первая команда, представляющая Курскую область в первенстве СССР. Дебютировал в 1946 году в третьей группе, Центральная зона. После 1946 года команда принимала участие только в розыгрыше Чемпионата и Кубка РСФСР среди клубов КФК. Последнее упоминание клуба в 1953 году.

## История курского футбола
Первые упоминания о футболе в Курске за 1910 год. Спортивных обществ в этот период не было, поэтому в команды-кружки объединялись группы товарищей, живших рядом. В них входили гимназисты, реалисты, служащие железной дороги и городского банка, студенты, приезжавшие на каникулы. Главными футбольными площадками был: военный плац за Херсонскими воротами (ныне — территория воинской части на улице Дзержинского), Бородино-поле, близ Дворянского купалища на реке Сейм (так называемая Кулига, при впадении в Сейм Тускари) и Ямской луг (стадион «Урожай» на Цыганском бугре). Отсюда и команды именовались «херсонскими», «бородинскими», «сеймскими» и «ямскими». Первые команды в Курске появились в 1911 году — «Первая курская футбольная команда» «Первая курская футбольная команда» (ПФК или «Херсонская»), а затем переименованная в ККЛС («Курский кружок любителей спорта») и футбольная команда братьев Дегтяревых («Бородино»). Между этими командами и состоялся первый футбольный матч 17 июля 1911 года — 1:1. В 1912 году проводится первое первенство Курска по футболу, в котором участвовало три команды. После Революции и гражданской войны в 20-х годах первыми командами в городе стали клуб футболистов железнодорожного узла (позже «Локомотив»), команда артиллерийского полка, команда бойцов пожарной охраны (позже «Динамо»). В 1937 году команды из Курска «Спартак», «Локомотив» и «Динамо» участвовали в чемпионате Орловской области. «Динамо» (Курск) дошло до финала с командой «Динамо» (Орёл), но история результат игры не сохранила. Первое выступление Курской команды на Всесоюзных соревнованиях было в 1937 и 1938 году — команда «Динамо» (Курск) приняла участие в розыгрыше Кубка СССР. В 1939 году «Динамо» (Курск) и «Локомотив» (Курск) представляли Курский регион в чемпионате РСФСР.

## Достижения
- 8 место в чемпионате СССР по футболу 1946 года Третья группа, центральная зона.